# Амбой (Нью-Йорк)
Амбой (англ. Amboy) — місто (англ. town) в США, в окрузі Освіго штату Нью-Йорк. Населення — 1245 осіб (2020).

## Демографія
Згідно з переписом 2010 року, у місті мешкали 1263 особи в 468 домогосподарствах у складі 342 родин. Було 659 помешкань
Расовий склад населення:
| - 97,1 % — білих - 0,6 % — корінних американців - 0,2 % — чорних або афроамериканців - 0,2 % — азіатів |

До двох чи більше рас належало 1,4 %. Частка іспаномовних становила 0,9 % від усіх жителів.
За віковим діапазоном населення розподілялося таким чином: 24,6 % — особи молодші 18 років, 65,5 % — особи у віці 18—64 років, 9,9 % — особи у віці 65 років та старші. Медіана віку мешканця становила 40,1 року. На 100 осіб жіночої статі у місті припадало 108,1 чоловіків;  на 100 жінок у віці від 18 років та старших — 108,3 чоловіків також старших 18 років.
Середній дохід на одне домашнє господарство  становив 56 849 доларів США (медіана — 47 321), а середній дохід на одну сім'ю — 60 857 доларів (медіана — 50 139). Медіана доходів становила 46 172 долари для чоловіків та 34 148 доларів для жінок. За межею бідності перебувало 16,9 % осіб, у тому числі 19,9 % дітей у віці до 18 років та 12,8 % осіб у віці 65 років та старших.
Цивільне працевлаштоване населення становило 443 особи. Основні галузі зайнятості: роздрібна торгівля — 17,6 %, освіта, охорона здоров'я та соціальна допомога — 14,0 %, виробництво — 12,6 %.